# Synodus sechurae
Synodus sechurae är en fiskart som beskrevs av Hildebrand, 1946. Synodus sechurae ingår i släktet Synodus och familjen Synodontidae. IUCN kategoriserar arten globalt som livskraftig. Inga underarter finns listade i Catalogue of Life.